# Контрада
Контрада (італ. Contrada) — муніципалітет в Італії, у регіоні Кампанія,  провінція Авелліно.
Контрада розташована на відстані близько 230 км на південний схід від Рима, 45 км на схід від Неаполя, 6 км на південь від Авелліно.
Населення — 3051 особа (2014).
Щорічний фестиваль відбувається 8 травня. Покровитель — святий Архангел Михаїл.

## Демографія
Населення за роками:

Станом на 1 січня 2023 року в муніципалітеті офіційно проживало 129 іноземців з 24 країн, серед них 56 громадян країн Євросоюзу та 29 громадян України.

## Сусідні муніципалітети
- Аєлло-дель-Сабато
- Авелліно
- Форино
- Монтефорте-Ірпіно
- Монторо-Інферіоре
- Монторо-Суперіоре
- Солофра